# Американський романтизм
Американський романтизм — напрямок в мистецтві та філософії, що досягнув США в першій половині XIX століття.
Американський романтизм був настільки ж багатогранним та індивідуалістичним, як і в Європі. Як і європейці, американські романтики демонстрували високий рівень морального ентузіазму, прихильності до індивідуалізму, акценту на інтуїтивне сприйняття та припускали, що природний світ був за своєю суттю добрий, а от людське суспільство наповнене корупцією. Романтизм набув популярності в американській політиці, філософії та мистецтві. Рух апелював до революційного духу Америки, а також до тих, хто прагнув звільнитися від суворих релігійних традицій ранніх переселенців. Романтики відкидали раціоналізм та релігійний інтелект.
За точку відліку романтичної література в США вважають появу книжки романтичних новел В. Ірвінга у 1819 році. З 1823 року плідний і популярний романіст Джеймс Фенімор Купер (1789—1851) почав публікувати свої унікальні історичні романи з прикордонного та індійського життя. Героїчна простота екзотичного світу, населеного «благородними дикунами», на прикладі Ункаса, з Останнього з могікан (1826) показує вплив філософії Руссо (1712–78). Страшні історії Едгара Аллана По, що вперше з'явилися на початку 1830-х років, і його балади мали навіть більший вплив у Франції, ніж вдома.
До пізнього романтизму відносять літературну діяльність Готорна, Мелвілла і Вітмена.